# Cape Cod Space Force Station
Cape Cod Space Force Station (Cape Cod Air Force Station jusqu'en 2021) est une station de l'US Air Force située dans le coin nord-ouest de la base de Cape Cod, aux États-Unis, sur Flatrock Hill, dans le Massachusetts. Elle comprend une station radar PAVE PAWS (en) et fonctionne en continu.
L’installation est devenue opérationnelle le 4 avril 1980 sous le nom de Cape Cod Missile Early Warning Station, mais elle a été rebaptisée Cap Cod Air Force Station le 5 janvier 1982.
L'installation héberge le 6th Space Warning Squadron (en) après la fermeture de la station aérienne de North Truro, dans le Massachusetts.

## Missions
Sa mission principale est de suivre les débris spatiaux, les missiles balistiques intercontinentaux et les missiles balistiques lancés par des sous-marins. Il a également suivi le satellite espion USA-193 avant qu’il ne soit abattu. Sa mission secondaire consiste à suivre des objets en orbite terrestre, tels que la Station spatiale internationale, la navette spatiale, tout objet s'écartant de son orbite connue ou tout nouvel objet en orbite.

## Unité
- 6th Space Warning Squadron (en)[2]

## Galerie

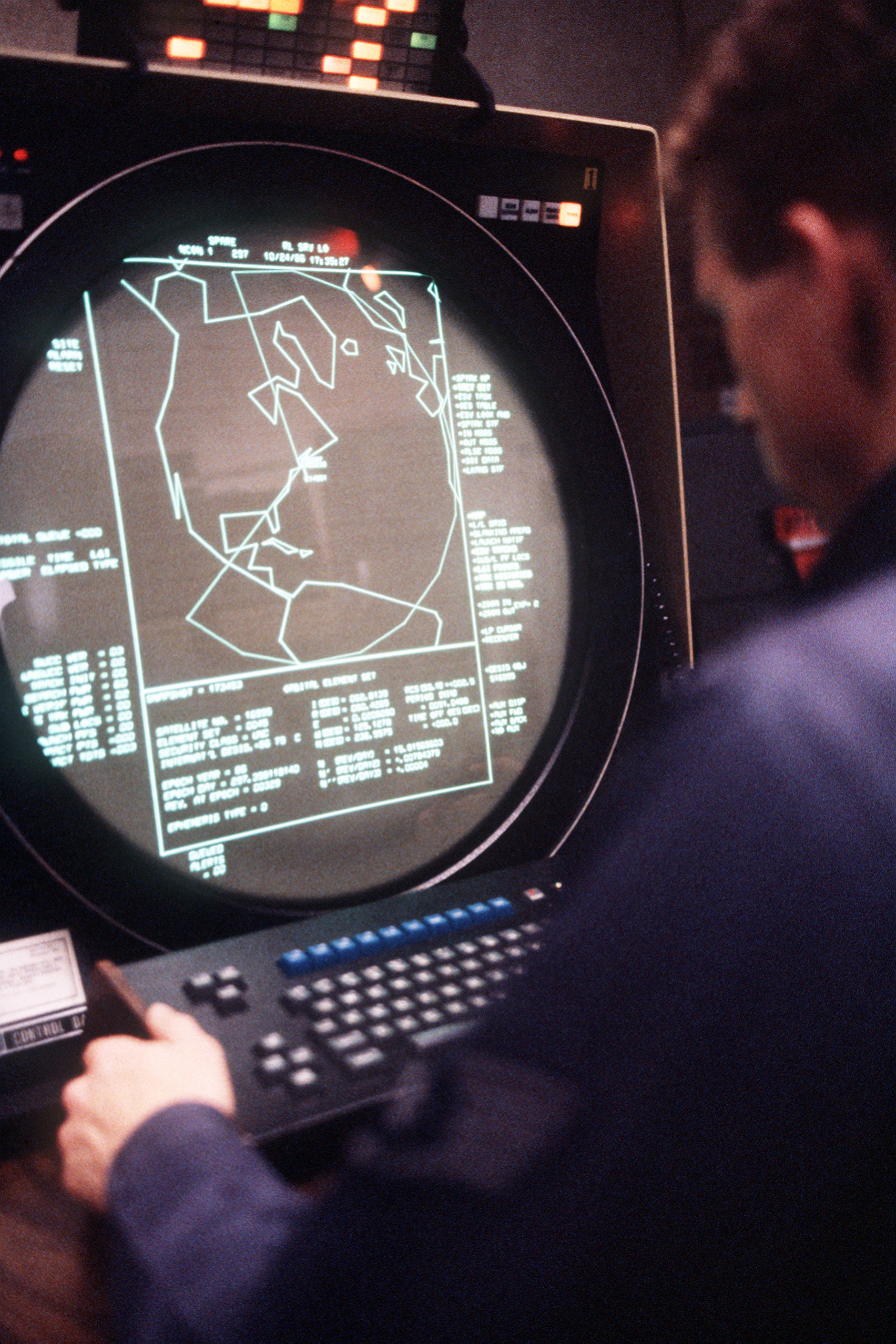
Ecran radar du système PAVE PAWS sur la station de Cape Cod, 1986.
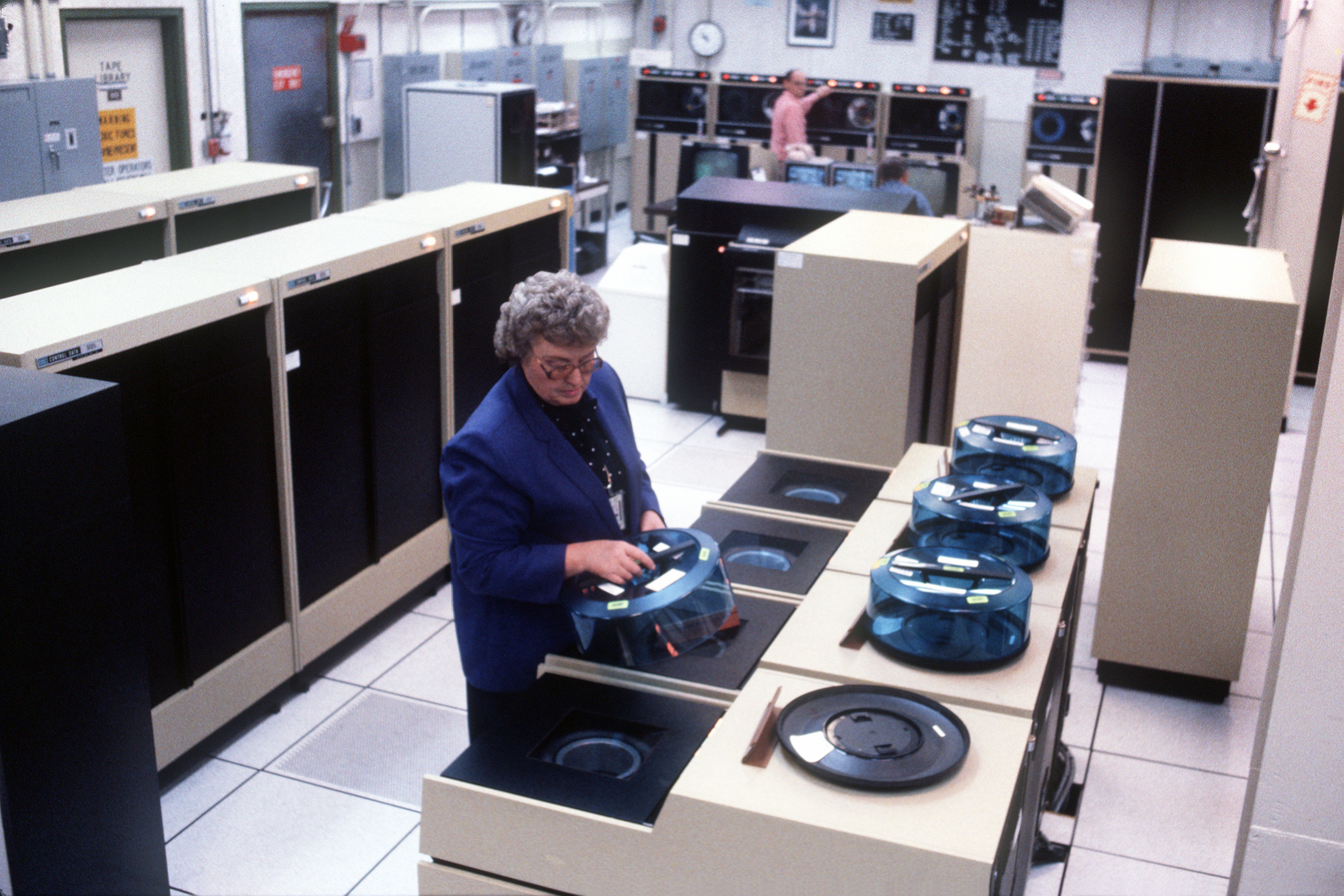
Salle des ordinateurs du système PAVE PAWS sur la station de Cape Cod, en 1986. Notez les quatre grandes unités de disque dur au premier plan.
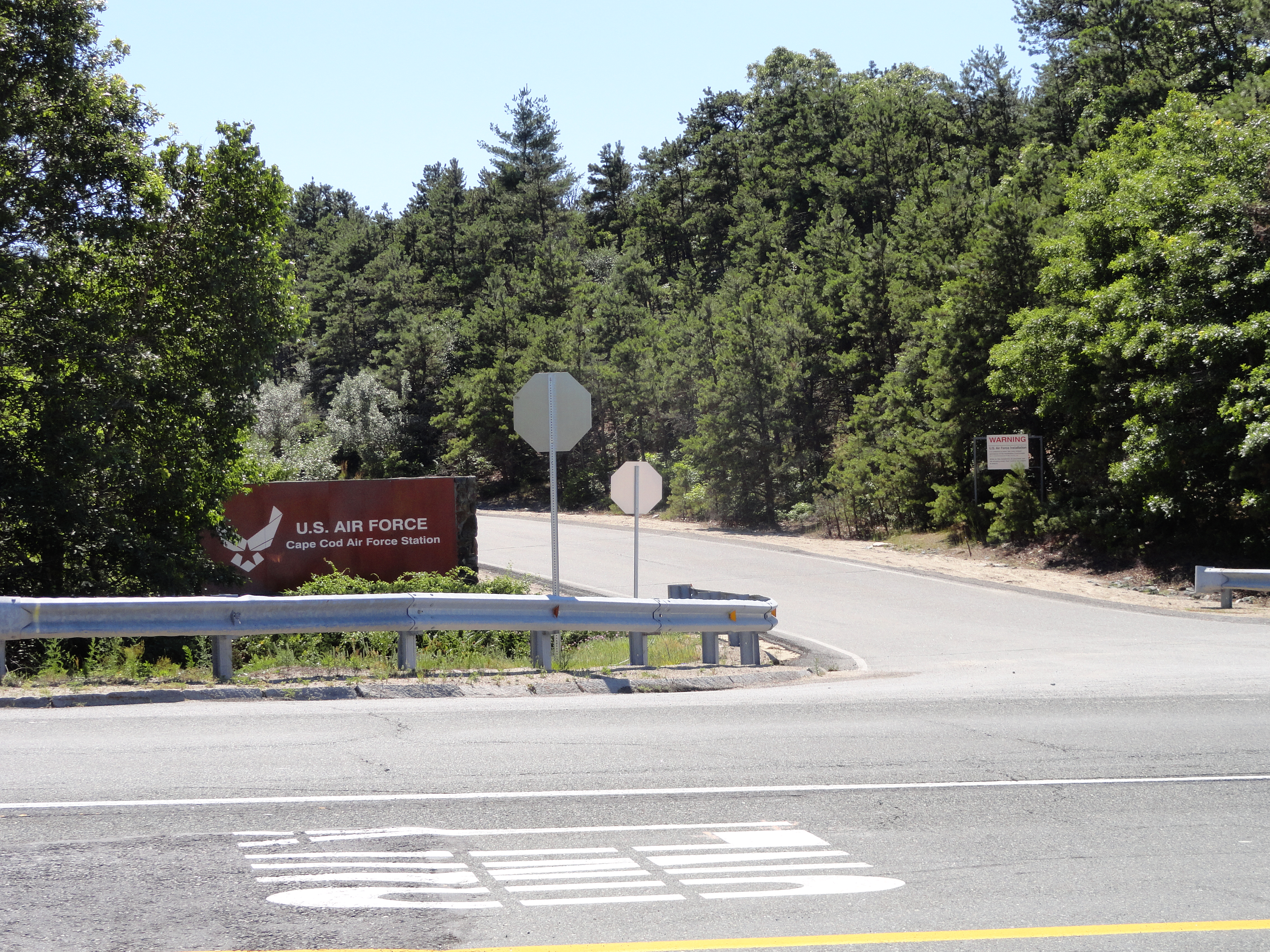
L'entrée de la station
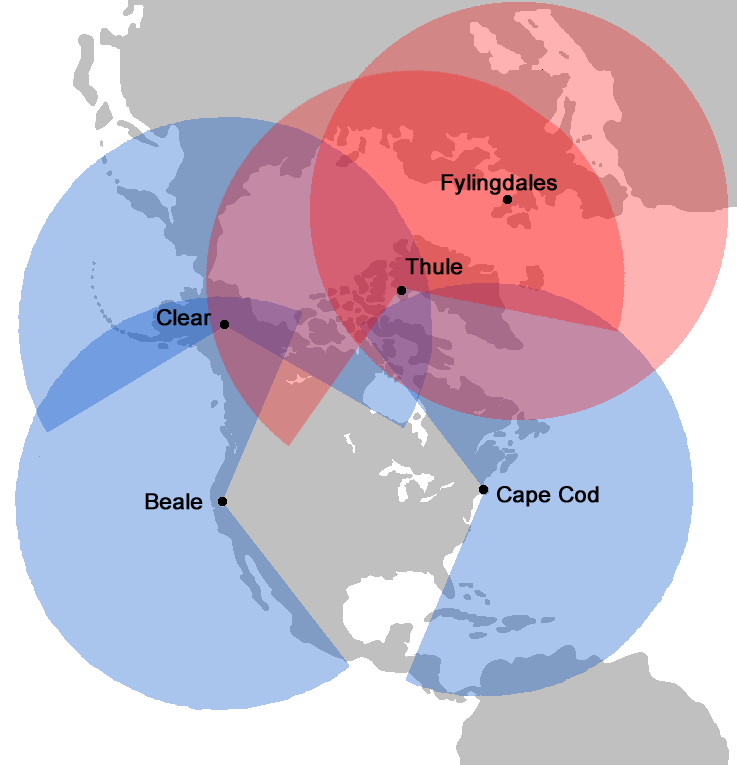
Couverture des systèmes BMEWS et PAVE PAWS